# 沙埕湾跨海大桥
沙埕湾跨海大桥，又称沙埕湾跨海公路通道，是福建省一座跨海大桥，位于福建省福鼎市，是 甬莞高速的重要组成部分，为双塔双索面单侧不对称混合梁斜拉桥，桥梁全长2.022公里，主跨全长535米，北引桥长150米，南引桥长928米，桥梁宽度40.5米，工程于2017年5月26日开工，主桥于2020年8月17日合龙，于2021年1月18日通车。